# 1941 en économie
Pour un article plus général, voir Années 1940. Chronologie des faits économiques et sociaux.
- Il en coûte 3 cents pour poster une lettre partout aux États-Unis.
- Il y a 50 millions de radio aux États-Unis dont 11 millions vendus l'année précédente au coût de 19,95 $ chacun.
- Un réfrigérateur se détaille 167,75 $.
- L'aspirateur Hoover se détaille 48,95 $.
- Sortie sur le marché d'une ciné-caméra Bell & Howell au coût de 49,50 $;
- La Compagnie Eastman Kodak annonce le lancement de son nouveau film-couleur.
- Le prix moyen d'une livre de café est de 0,24 cents.
- Le pain blanc coûte 8 cents.
- Une livre de beurre coûte 41 cents.
- 1/2 gallon de lait vaut 28 cents.
- La douzaine d'œufs de catégorie A se vend 40 cents
- Le Coca-Cola et la boisson à l'orange Nesbitt se vendent 5 cents la bouteille et 25 cents pour un carton de 6
- General Foods achète le procédé de cuisson du riz proposé par Durrani, qui deviendra le célèbre Minute Rice
- La viande de porc en conserve SPAM, marque créée aux États-Unis en 1937, participe à l'effort de guerre
- Le gouvernement américain réclame à Al Capone et à 14 de ses acolytes 250 000 $ de taxes et redevances sur la bière confisquée durant la prohibition
- Le coût moyen de l'or est 35 $ l'once et l'argent 0,35 $ cents l'once
- Le réseau CBS-TV diffuse des émissions hebdomadaires en noir et blanc. La première publicité pour la télé est celle de la Compagnie Bulova : Bulova Watch Time
- Le salaire minimum en vigueur depuis 1939 aux États-Unis est de 30 cents/heure
- Le salaire annuel moyen américain est de 1 492 $
- Les plus hauts salaires aux États-Unis vont au directeur de la compagnie Loew's (704 $ 425), aux acteurs James Cagney (362 $ 500) et Clark Gable (357 000 $)